# Cephalotes femoralis
Cephalotes femoralis é uma espécie de inseto do gênero Cephalotes, pertencente à família Formicidae.